# Hapalorchis
Hapalorchis ist eine Gattung aus der Familie der Orchideen (Orchidaceae), die 13 Arten enthält. Sie sind im tropischen Amerika verbreitet.

## Beschreibung
Die Hapalorchis-Arten sind terrestrisch, seltener epiphytisch wachsende, kleine, krautige Pflanzen. Die Wurzeln stehen büschelweise oder etwas an einem kriechenden Rhizom verteilt, sie sind knollig verdickt, fleischig und behaart. Die Blätter stehen an der Basis des Sprosses zu einer lockeren Rosette gehäuft. Sie sind deutlich gestielt, der Blattgrund umfasst den Spross. Die Blattspreite ist oval bis leicht herzförmig, sie endet spitz.
Der endständige Blütenstand ist schlank, wenigblütig und einseitswendig. Nur im oberen Bereich ist er etwas behaart. Er wird teilweise von röhrenförmigen Hochblättern umhüllt. Die Blüten sind klein, zart, weiß oder grünlich gefärbt. Sie sind resupiniert, mehr oder weniger röhrenförmig und waagrecht abstehend. Der Fruchtknoten ist sitzend bis sehr kurz gestielt, er weist nach oben. Die Sepalen sind einander gleich geformt, nicht miteinander verwachsen, etwa parallel zueinander, nur leicht auseinander klaffend. Die seitlichen Sepalen sind spatelförmig, an der Basis asymmetrisch und etwas ausgebeult, sie bilden zusammen mit der Lippe eine rundliche Vertiefung (Mentum). Die Petalen liegen dem dorsalen Sepal an und haften mit dem Rand fest an diesem. Die Lippe ist am Grund nicht verschmälert, mit konkaver, undeutlich zweiteiliger Basis, dort ist der Rand zu zwei Nektardrüsen verdickt, aber nicht geöhrt. Die Spreite der Lippe ist rinnig mit abgesetztem, nach unten geschlagenen Endlappen. Die Säule ist schlank und keulenförmig, behaart, an der Basis etwas über die Ansatzstelle am Fruchtknoten hinaus verlängert (Säulenfuß). Die Narbe besteht aus einer Fläche, diese ist halbkreisförmig oder angedeutet dreieckig. Das Staubblatt wird zu einem großen Teil von einem trichterförmigen Gewebe der Säule umhüllt (Klinandrium). Es ist oval, mit herzförmiger Basis und vorne zugespitzt. Die Pollinien sind keulenförmig mit ovaler bis rundlich-lanzettlicher Klebscheibe (Viscidium). Das Trenngewebe zwischen Staubblatt und Narbe (Rostellum) ist fast gerade, länglich dreieckig bis zungenförmig, biegsam, an der Spitze nach Entfernen des Viscidiums eingekerbt.

## Vorkommen
Hapalorchis ist in Mittelamerika, der Karibik, in den Anden Südamerikas sowie entlang der brasilianischen Ostküste verbreitet. Es werden Höhenlagen von Meereshöhe bis etwa 2400 Meter Höhe besiedelt. Die Standorte liegen meist im Schatten feuchter Wälder.

## Systematik und botanische Geschichte
Hapalorchis wird innerhalb der Tribus Cranichideae in die Subtribus Spiranthinae eingeordnet. Die Gattung wurde von Rudolf Schlechter 1919 in Repertorium Specierum Novarum Regni Vegetabilis. Centralblatt für Sammlung und Veroffentlichung von Einzeldiagnosen neuer Pflanzen. Beihefte Band 6, Seite 52 aufgestellt. Der Name leitet sich vom griechischen ἁπαλός hapalos, „zart, weich“, ab und bezieht sich auf das generelle Erscheinungsbild der Pflanzen. Als Typusart wählte er Hapalorchis cheirostyloides, als zweite Art beschrieb er Hapalorchis tenuis (beide Arten werden inzwischen als Synonym zu Hapalorchis lineatus angesehen). Weitere Arten beschrieb Schlechter 1920.
Die Gattung Hapalorchis wurde von einigen Autoren als sehr ähnlich zu Cyclopogon beschrieben, die tatsächlichen Verwandtschaftsverhältnisse sind aber unklar.
Die Arten der Gattung Hapalorchis:
- Hapalorchis bicornis Kolan. & Szlach.: Sie kommt in Kolumbien vor.[2]
- Hapalorchis cheirostyloides Schltr.: Sie kommt in Kolumbien und Venezuela vor.[2]
- Hapalorchis cymbirostris Szlach.: Sie kommt im brasilianischen Bundesstaat Rio de Janeiro vor.
- Hapalorchis dominicii E.Parra, Szlach. & S.Nowak: Sie kommt in Kolumbien vor.[2]
- Hapalorchis lindleyana Garay: Sie kommt im brasilianischen Bundesstaat Rio de Janeiro vor.[2]
- Hapalorchis lineata (Lindl.) Schltr.: Sie kommt im tropischen Amerika vor.[2]
- Hapalorchis longirostris Schltr.: Sie kommt in der kolumbianischen Provinz Valle del Cauca vor.[2]
- Hapalorchis neglecta Szlach. & Rutk.: Sie kommt in Ecuador vor.[2]
- Hapalorchis pandurata Szlach.: Sie kommt im brasilianischen Bundesstaat Rio de Janeiro vor.[2]
- Hapalorchis piesikii Szlach. & Rutk.: Sie kommt in Kolumbien vor.[2]
- Hapalorchis pumila (C.Schweinf.) Garay: Sie kommt in Costa Rica, Ecuador, Bolivien und Peru vor.[2]
- Hapalorchis stellaris Szlach.: Sie kommt im brasilianischen Bundesstaat Rio Grande do Sul vor.[2]
- Hapalorchis trilobata Schltr.: Sie kommt in der kolumbianischen Provinz Valle del Cauca vor.[2]

## Weiterführendes
- Liste der Orchideengattungen
- Herbarexemplar  von Hapalorchis lineatus